# Andriïvka (oblast de Zaporijjia)
Pour les articles homonymes, voir Andriïvka.
Andriïvka (en ukrainien : Андріївка, en russe : Андреевка, Andreïevka) est une commune urbaine de l'oblast de Zaporijjia, en Ukraine. Sa population s'élevait à 2 664 habitants en 2021.

## Géographie
Andriïvka est située à 41 km au nord-ouest de Berdiansk, à 137 km au sud-est de Zaporijjia et à 580 km au sud-est de Kiev.

## Histoire
Andriïvka a été fondé en 1809 sur le site du village tatar de Kanjegali par des colons ukrainiens venant des régions de Poltava, Tchernigov et Kiev, ainsi que par des serfs russes en fuite. Le village reçut le nom d'un des premiers paysans arrivés sur place, Andreï Derevianko, originaire du gouvernement de Poltava.  Au moment de la réforme de 1861, qui abolit le servage en Russie, c'était un important village du gouvernement de Tauride : il comptait 7 262 habitants. Après la Révolution de 1917, le village fit partie de la République populaire ukrainienne. En 1921, des éléments de l'armée de Nestor Makhno y étaient présents. En 1932, la famine (Holodomor) fit 297 victimes. Le village devint un centre de raïon de l'oblast de Dnipropetrovsk en 1937, puis de l'oblast de Zaporijjia en 1939. Pendant la Seconde Guerre mondiale, il fut occupé par l'Allemagne nazie d'octobre 1941 à septembre 1943. En 1957, le village accéda au statut de commune urbaine. Le raïon d'Andriïvka fut supprimé en 1962 et son territoire rattaché à celui de Berdiansk. Depuis les années 1960, la commune a subi un fort exode rural et sa population a connu une diminution rapide. En mars 2022, elle est placée sous administration des forces russes et de la république populaire de Donetsk.

## Population
Recensements (*) ou estimations de la population :
| 1861  | 1914   | 1959* | 1970* | 1979* | 1989* | 2001* | 2011  |
| ----- | ------ | ----- | ----- | ----- | ----- | ----- | ----- |
| 7 262 | 16 337 | 7 378 | 4 153 | 3 954 | 4 017 | 3 402 | 3 002 |

| 2012  | 2013  | 2014  | 2015  | 2016  | 2017  | 2018  | 2019  |
| ----- | ----- | ----- | ----- | ----- | ----- | ----- | ----- |
| 2 986 | 2 976 | 2 936 | 2 903 | 2 860 | 2 821 | 2 765 | 2 755 |

| 2021  | - | - | - | - | - | - | - |
| ----- | - | - | - | - | - | - | - |
| 2 664 | - | - | - | - | - | - | - |

## Transports
Andriïvka se trouve à 42 km de Berdiansk et à 157 km de Zaporijjia par la route.